# Ценхаузен бај Валмерод
Ценхаузен бај Валмерод (њем. Zehnhausen bei Wallmerod) општина је у њемачкој савезној држави Рајна-Палатинат. Једно је од 192 општинска средишта округа Вестервалд. Према процјени из 2010. у општини је живјело 184 становника. Посједује регионалну шифру (AGS) 7143316.

## Географски и демографски подаци
Ценхаузен бај Валмерод се налази у савезној држави Рајна-Палатинат у округу Вестервалд. Општина се налази на надморској висини од 295 метара. Површина општине износи 1,6 km². У самом мјесту је, према процјени из 2010. године, живјело 184 становника. Просјечна густина становништва износи 117 становника/km².